# Bryum meesioides
Bryum meesioides är en bladmossart som beskrevs av Kindberg in Macoun 1889. Bryum meesioides ingår i släktet bryummossor, och familjen Bryaceae. Inga underarter finns listade i Catalogue of Life.